# Grad Gračeno
Grad Gračeno (nemško Gretschin), ljudsko tudi Čičev grad, je bil grad, ki je stal v vasi Cirnik v Občini Brežice.

## Zgodovina
Prva posredna omemba sega v leto 1279 v oporoki Filipa Spanheimskega, čeprav je bil grad verjetno zgrajen že v 12. stoletju na lokaciji predhodne poznoantične utrdbe. Izrecno se omenja leta 1308 kot »turrim in Greczim«. Leta 1323 se prvič omenja kot grad »die Veste zu Gratshe«. Od 15. stoletja naprej ni več omemb gradu. Danes so na območju gradu vidni okopi in skromni ostanki obzidja. Samo ime Gračeno izhaja iz besede gradec. Domačini mu rečejo Čičev grad. Čič je beseda, ki pomeni »star« in se navezuje na nekdanje staroselsko prebivalstvo čičev. Po gradu se imenuje pod hribom ležeča vas Podgračeno.

## Dostop
Na glavni cesti čez vas Cirnik, kjer se na levo odcepi cesta k cerkvi sv. Križa, se na desno odcepi kolovoz v gozd (neprevozen za avtomobile). 1 km niže se nahaja majhna jasa z lovsko prežo. Ruševine gradu se nahajajo pri preži, na njeni severni strani, ob kolovozu. Razviden je potek nekaterih zidov, ki so pod rušo, le nekaj zelo skromnih ostankov gleda ven.

## Galerija
- Posnetek lidar senčenja kaže grajsko stavbo kvadratnega obsega, približnih mer 20 x 20 m
- Lokacija gradu na desni strani gozdnega kolovoza pred lovsko prežo; pogled proti jugu (2025)
- Gruščevje ruševin gradu tik za lovsko prežo; pogled proti severu (2025)
- Ruševine leta 2014
- Ruševine leta 2014
- Ruševine leta 2024
- Ruševine leta 2024
- Ruševine leta 2025